# La piel quemada
Pour plus de détails, voir Fiche technique et Distribution.
La piel quemada [littéralement : La peau brulée], est un film dramatique espagnol sorti en 1967, réalisée par Josep María Forn.

## Synopsis
Il s'agit de la migration d'une famille depuis une zone déshéritée d'Espagne, vers une région plus industrielle, marquée également par le succès du tourisme qui favorise les constructions. Dans un bourg de la Costa Brava, un maçon commence sa journée, tandis que depuis leur village andalou, sa femme et ses deux fils entament leur périple pour le rejoindre. Pendant son temps de solitude, le maçon a une liaison avec une touriste belge.

## Fiche technique
- Titre original espagnol : La piel quemada[2]
- Réalisation : Josep Maria Forn
- Scénario : Josep Maria Forn
- Genre : Drame
- Musique : Federico Martínez Tudó
- Production : P.C. Teide
- Photographie : Ricardo Albiñana
- Format d'image : noir et blanc
- Pays de production :  Espagne
- Langue originale : espagnol
- Durée : 104 minutes[1]
- Année de sortie : 1967

## Distribution
Sauf indication contraire, les informations mentionnées dans cette section peuvent être confirmées par la base de données cinématographiques IMDb,  présente dans la section « Liens externes ».
- Antonio Iranzo : José
- Marta May : Juana
- Silvia Solar : la touriste belge
- Luis Valero : Manolo
- Ángel Lombarte : Andrés

## Récompenses
Le film a été récompensé au festival du Círculo de Escritores Cinematográficos de 1968. Marta May y a reçu le prix de la meilleure actrice, et José María Forn celui du meilleur scénario,.
L'acteur protagoniste, Antonio Iranzo, a reçu quant à lui le prix du meilleur acteur du cinéma espagnol aux Fotogramas de Plata (1967).